# Siempre en domingo (programa de televisión mexicano)
Siempre en domingo fue un programa de televisión mexicano de variedades musicales conducido por Raúl Velasco que se transmitía en vivo desde la Ciudad de México a través del Canal 2 (Canal de las Estrellas) de Televisa. Se estrenó el 14 de diciembre de 1969, transmitiéndose por el Canal 4 de  Telesistema Mexicano (hoy Televisa) por convencimiento directo de Emilio Azcárraga Milmo, propietario de esta televisora, y quien meses antes invitara a Raúl Velasco a integrarse a las filas de Telesistema Mexicano.
Posteriormente se firmaron acuerdos con televisoras de otras partes del mundo como Centro y Sudamérica, así como parte de Europa, quienes recibían la emisión simultánea del programa en sus países, en vivo y en directo según el escenario donde se realizase el programa.
Su éxito fue tal que se realizó una adaptación española Siempre en domingo producida por Televisión Española.

## Concepto inicial del programa
Creado y conducido por Raúl Velasco, Siempre en domingo presentaba personajes de la farándula y promovía a nuevos talentos. Este programa de televisión se estrenó el 14 de diciembre de 1969 en México por el Canal 4 de Telesistema Mexicano (hoy Televisa) y después de cinco semanas desde su estreno, pasó a ser transmitido semanalmente en el Canal 2 de esa misma televisora, donde cobró gran relevancia, al grado de alcanzar una cobertura superior a los 350 millones de espectadores en México, América y Europa semanalmente. 
El programa se transmitió desde sus inicios en las instalaciones de Televisa Chapultepec (Estudio A), pero tras el terremoto de 1985 en la Ciudad de México, comenzó a transmitirse desde los foros de Televisa San Ángel (Foro 2), lugar que ocupó hasta el final de sus emisiones, aunque durante algunos programas también se transmitieron desde diversos lugares dentro y fuera de México.
La India María y El Increíble Profesor ZOVEK fueron los dos grandes pilares con los que inició este programa y su antecesor Domingos espectaculares, el cual que se transmitía en el Canal 8 de Televisión Independiente de México (TIM) dirigido por Neftalí López Paéz. Este programa no era bien visto por la cúpula de Telesistema Mexicano por ser transmitido en un canal independiente. Después de la compra del Canal 8 desaparece Domingos espectaculares.

## Controversias
Siempre en domingo fue un programa que sirvió como plataforma para muchos artistas mexicanos y latinos hoy reconocidos a nivel internacional. El estreno en el show de un nuevo artista representaba una prueba de fuego que podía significar su éxito o fracaso. A Raúl Velasco se le ha criticado por el poder que tenía para crear estrellas o destruir carreras, tal como lo expresó la periodista de espectáculos Maxine Woodside. También culpó a este show del estancamiento musical de México que perduro por mucho tiempo, pues únicamente se promovían en el show a los artistas creados por Televisa, negando oportunidades a artistas estadounidenses, latinoamericanos y europeos que no tenían acuerdo alguno con esta televisora.
Una de las controversias más conocidas de Siempre en domingo es la relacionada con Ricardo González Gutiérrez "Cepillín", con respecto a su hijo, al que supuestamente no se permitió actuar en el show. Tiempo después de la muerte de Raúl Velasco, Ricardo González revela un sinfín de hechos que ocurrían en este mismo programa.
Se afirma que el show hacía nacer a estrellas nuevas en la farándula mexicana y latina, aunque fueran desconocidos previamente y su talento fuese cuestionable o inexistente según la crítica de cine y televisión. 
Sobre Raúl Velasco se dice que le irritaba invitar a artistas que no fueran mujeres con proporciones corporales "ideales" o no poseer una figura perfecta para los estereotipos latinos.
Lo mismo sucedió con los programas musicales que estuvieron a su cargo, como Videoéxitos conducido por Gloria Calzada, que se le ha llamado "pionero" por ser de los primeros en presentar noticias y videos musicales, en su mayoría eran extractos de Siempre en domingo cuando el tema musical no contaba con videoclip, que solo cumplían con promover al artista.

### Playback
Aunque era normal en programas de presentaciones cortas, Siempre en domingo recibió muchas críticas debido al uso constante del playback. El concepto de un show en vivo hacía ilógico que los artistas realizaran una interpretación con canciones ya grabadas y moviendo los labios, lo cual era muy notorio, ya que algunos de ellos cantaban en vivo aún con la pista grabada, dando como resultado una voz doble. Eran pocos los artistas que cantaban en vivo y, según se ha dicho, sólo después de tener discrepancias con Velasco.

### Convenios con Siempre en domingo
El programa para ese entonces Raúl Velasco se daba en acuerdos con Amador Bendayán y Gilberto Correa con el espacio Sábado sensacional de Venevisión de Venezuela y con Jorge Barón y su espacio El show de las estrellas de Jorge Barón Televisión de Colombia, en ese momento los artistas que se presentaban viajaban a Venezuela para presentarse en Sábado sensacional y a Colombia con el musical El show de las estrellas.

## Decadencia y final del programa
Durante la renovación de programación de Televisa en 1994 y 1995 comienza a haber discrepancias entre Raúl Velasco y la televisora, además de que su salud comienza a deteriorarse debido a la exigencia constante de realizar Siempre en domingo. Para este entonces, Raúl Velasco es diagnosticado con cirrosis hepática originada por Hepatitis C.
A esto se suma que muchos países que transmitían el programa estaban en desacuerdo con los convenios firmados para poder transmitir simultáneamente Siempre en domingo hasta por cinco horas. En consecuencia, comienzan a presentarse diferencias con Televisa, quien hasta el momento gozaba de una posición dominante en cuanto a promoción artística y difusión de contenido.
Después del diagnóstico de su enfermedad, la salud de Raúl Velasco se deteriora, a pesar de recibir trasplante de hígado en Estados Unidos, situación que originó división de opiniones. Don Raúl se retira y deja la conducción del programa en manos de su hija Karina Velasco, con quien ya había conducido previamente por mucho tiempo. Sin embargo, no pudo igualar el talento y el carisma de su padre para conducir el programa; la calidad de la misma disminuyó drásticamente y con ello, su audiencia. Finalmente, Raúl Velasco decide poner fin al programa dominical tras 28 años de transmisiones.
En su último programa, Raúl Velasco recibió un homenaje por parte de Televisa y numerosos artistas reconocidos internacionalmente; cuyos inicios de sus carreras fueron impulsados por el conductor.
Las transmisiones del programa finalizaron el 19 de abril de 1998 después de 1480 programas y 10,500 horas al aire. Raúl Velasco falleció el 26 de noviembre de 2006, a los 73 años, justo el día en que Televisa transmitió un homenaje a su trayectoria grabado el 17 de octubre del mismo año
.

## Duración
Siempre en domingo fue desde sus inicios y hasta comienzos de la década de 1980 un programa de larga duración, llegando a durar hasta 5 horas con 45 minutos (desde las 4:30 hasta las 10:15 p. m.). En la década de 1990 y hasta el final del programa, su duración pasó de 3 a 2 horas.

## Emisiones
El programa mostraba a varios artistas que presentaban sus discos inéditos o canciones que estaban de moda, por lo general cada artista interpretaba 3 canciones.
En sus inicios el programa era grabado en las instalaciones de Telesistema Mexicano (hoy Televisa), pero poco a poco se hicieron programas especiales en auditorios de diversas partes de México, así como en escenarios de otros países latinoamericanos como Panamá (1981 y 1985), Ecuador (1982, 1984, 1986 y 1994), Guatemala, El Salvador, Honduras, Nicaragua y Paraguay (1988), así como también algunas partes de los Estados Unidos como Los Ángeles, California y Miami, Florida, lugares en donde hay un número importante de población de habla hispana.
Este espacio Siempre en domingo fue transmitido en Colombia en el horario de los domingos a las 11 de la noche en la Cadena Dos de Inravisión por la programadora colombiana Intervisión en 1986, luego de último en 1994 los domingos a las 3:30 de la tarde en la Cadena Uno de Inravisión por Proyectamos Televisión.
Estudio:
- Diciembre de 1982

Timbiriche (México)
- 1985

Boquitas Pintadas
- Octubre de 1985

Flans (Bazar)
- 1991

Locomia (Ti amo America, Rumba, Samba, Mambo)
- 1991

Locomia (Loco Mía, Rumba, Samba, Mambo)
Ole ole (La chica yeyé)
- 1992

Thalía (La vie en rose, Sangre, Love)
- Enero de 1994

Paulina Rubio (Él me engañó, Nieva, nieva)
- 1995

Paulina Rubio (Nada de ti)
- Agosto de 1995

Thalía (Piel morena, Quiero hacerte el amor, María la del barrio)
- Abril de 1998

Thalía (Amor Eterno)

Auditorios:
- Cuernavaca, Morelos - 1987

Timbiriche
- Tegucigalpa, Honduras - marzo de 1993

Paulina Rubio (Mío, Amor de mujer)
- Tepic, Nayarit - octubre de 1993

Paulina Rubio (Mío, Amor de mujer)
Programas Especiales:
- Especial Siempre en domingo con artistas colombianos en realización de Jorge Barón y Raúl Velasco 1981

- Publicación del libro Mis primeros 40 años del presentador colombiano Jorge Barón 1989

- Programa de Verano 1991

Thalía (Sudor)
- Rafael Orozco sentido homenaje póstumo 1992

- Noche de Carnaval del 5 de marzo de 1995

Selena ("Fotos y recuerdos", "No me queda más", "Si una vez", "El chico del apartamento 512").